# Chiesetta di Santa Maria del Degnano
La chiesetta di Santa Maria del Degnano è un edificio religioso situato a Fumane, località Vaio, in provincia di Verona.

## Descrizione
Le prime testimonianze della chiesetta risalgono a documenti del 1163. In un primo momento essa faceva parte di una prioria dell'Abbazia di San Zeno, che qui era proprietaria di alcuni fondi. L'edificio venne integralmente riedificato nel XV secolo pur rispettando l'originario impianto romanico caratterizzato dalla presenza di un campaniletto.
All'interno si trova un ciclo di affreschi e una pala d'altare, opera di Paolo Ligozzi, dipinti pochi anni prima della Grande Peste del 1630. Sul soffitto sono incorniciati da girali grottesche e alcuni tondi illustranti le Litanie. Alle pareti, si trovano raffigurazioni della vita della Madonna (Nascita, Presentazione al tempio, Annunciazione, Visita a Santa Elisabetta, Nascita di Gesù, Domitio Virginis) e dieci sibille recanti profezie, mentre gli angoli sono decorati con le figure dei santi Rocco, Sebastiano, Zeno e Benedetto.